# Søren Jessen-Petersen
Søren Jessen-Petersen (né en 1945 à Nørresundby) est un haut fonctionnaire, diplomate et avocat danois. Il a occupé divers mandats nationaux et internationaux durant sa carrière, notamment représentant de l'ONU au Kosovo et directeur de la mission d'administration intérimaire des Nations unies au Kosovo (MINUK) entre 2004 et 2006.